# Giải vô địch cờ vua thế giới 2012
Giải vô địch cờ vua thế giới 2012 là trận đấu cờ vua giữa đương kim vô địch thế giới Viswanathan Anand của Ấn Độ và Boris Gelfand của Israel, người chiến thắng Giải đấu Ứng viên 2011. Sau mười sáu trận đấu, bao gồm bốn trận cờ nhanh, Anand giữ được danh hiệu vô địch của mình. Trận đấu, được tổ chức dưới sự bảo trợ của Liên đoàn cờ vua thế giới FIDE, diễn ra từ ngày 10 đến 30 tháng 5 năm 2012 tại Tòa nhà Kỹ thuật của Phòng trưng bày Nhà nước Tretyakov, Moscow, Nga. Quỹ giải thưởng là 2,55 triệu đô la Mỹ.
Anand là nhà đương kim vô địch, đã giành được danh hiệu vào năm 2007 và bảo vệ nó vào năm 2008 (chống lại Vladimir Kramnik) và năm 2010 (chống lại Veselin Topalov). Boris Gelfand trở thành kẻ thách đấu sau khi chiến thắng Giải đấu Ứng viên tám người vào tháng 5 năm 2011. Chiến thắng sau đó của Anand, là lần bảo vệ danh hiệu thứ ba liên tiếp của ông.
Các điều kiện trận đấu yêu cầu mười hai ván được chơi với quy định thời gian cổ điển. Nếu một kỳ thủ ghi được ít nhất 6½ điểm, kỳ thủ đó sẽ được tuyên bố là người chiến thắng và trận đấu kết thúc. Tuy nhiên khi chơi đủ 12 ván, trận đấu có tỷ số hòa 6-6, vì vậy bốn ván cờ nhanh đã được chơi thêm. Anand đã giành chiến thắng trong trận play-off cờ nhanh với một chiến thắng trong ván thứ hai và hòa ba ván còn lại.